# Linse (Bodenwerder)
Linse ist ein Ortsteil der Kleinstadt Bodenwerder im niedersächsischen Landkreis Holzminden.

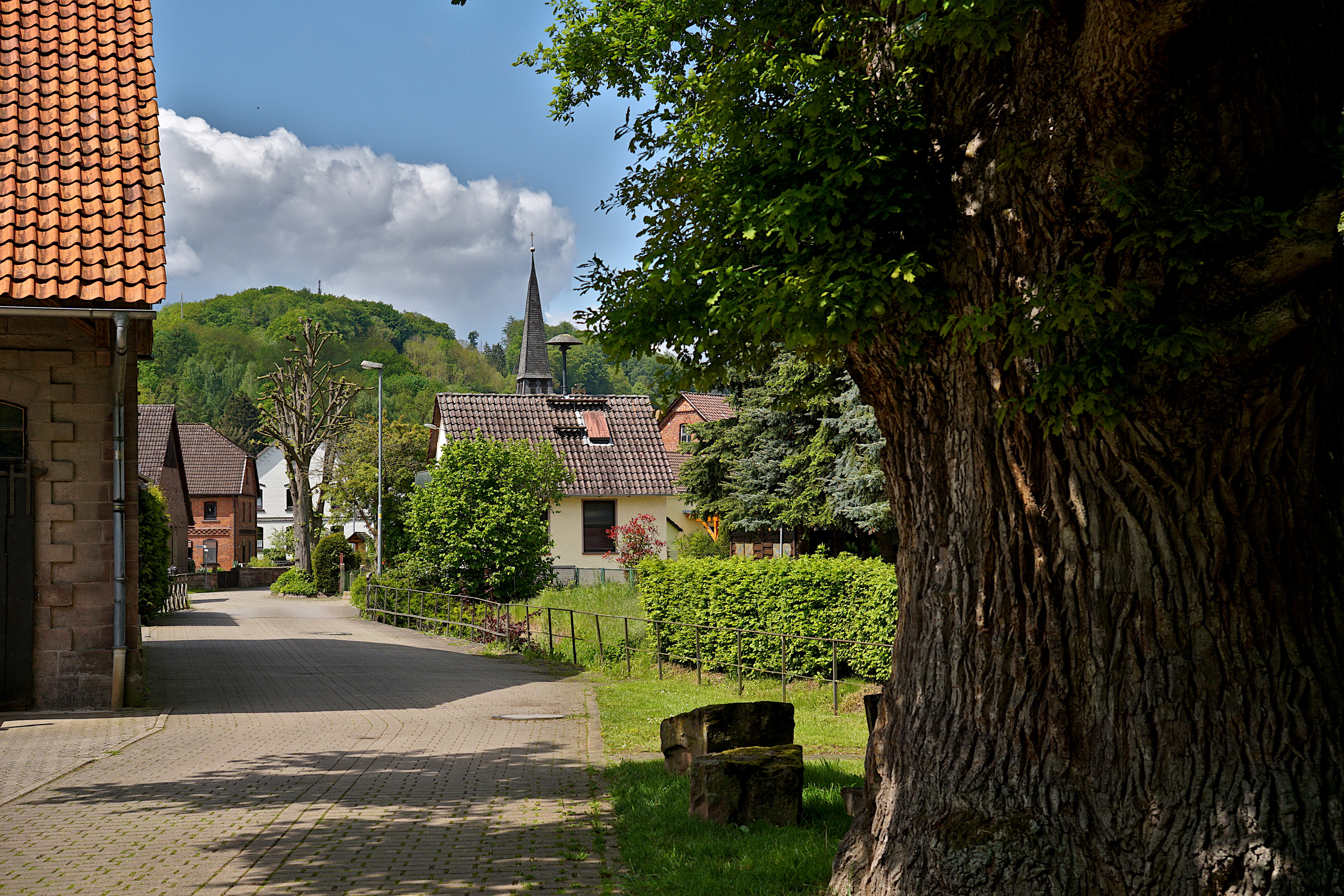
Dorfpartie in Linse

## Geographie
Das Dorf liegt auf der Nordseite des Höhenzuges Vogler. Der Spüligbach, ein Nebenfluss der Lenne, fließt mitten durch den Ort. Die Weser fließt 1,2 km entfernt westlich. Durch den nördlichen Bereich des Ortes verläuft die B 240. 

## Geschichte

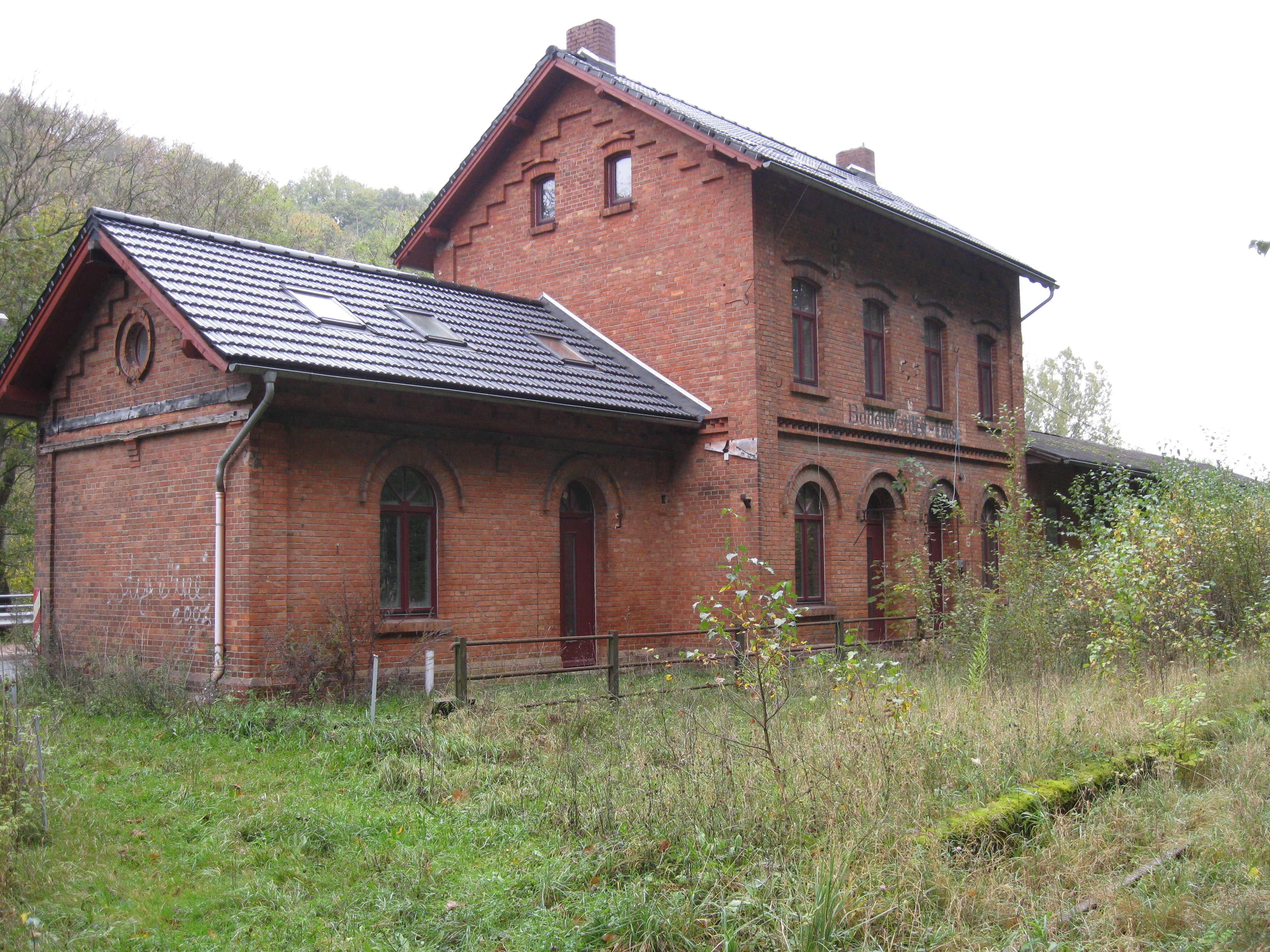
Der ehemalige Bahnhof in Linse

Im frühen Mittelalter lag Linse im Süden vom Tilithigau und wurde in den Corveyer Traditionen als Linisi urkundlich erwähnt. Im weiteren Verlauf des Mittelalters gehörte das Dorf zum Amt Hehlen der Edelherren von Homburg. 1552/53 brannte Vollrad von Mansfeld den Salzhof im Dorf nieder. 1809/10 gehörte das Dorf zum Kanton Halle (Departement der Leine). 1897 wurde die Kapelle geweiht. Ende des 20. Jahrhunderts wurde der Verkehr auf den hier verlaufenden Schienen der Vorwohle-Emmerthaler Eisenbahn-Gesellschaft eingestellt. Seit 2005 führt eine Route des Pilgerweges Loccum–Volkenroda hier entlang.

## Politik
Das Dorfwappen wurde am 11. Dezember 1956 vom Innenministerium Niedersachsens genehmigt. Blasonierung: „In Gold eine grüne Eiche“.

## Kultur und Sehenswürdigkeiten

### Sehenswürdigkeiten
- Die alte Eiche mitten im Dorf steht unter Naturschutz und wird „tausendjährige Eiche“ genannt.[3] Die Eiche hat einen BHU von 6,65 m.[4]
- Liebfrauenkapelle, mit einer Arbeit von Adolf Quensen, Gemeinde zum Kirchenkreis Holzminden-Bodenwerder gehörend.
- Burgstall der Burg Lauenburg auf dem Heiligenberg nordwestlich des Dorfes. Die Lauenburg ist eine unvollendete Burg der Edelherren von Homburg östlich der Kreisstraße 10. Etwas älter ist die Ringwallanlage westlich der Kreisstraße 10.
- Bismarckturm auf dem Eckberg westlich des Dorfes.

### Vereinsleben
- Freiwillige Feuerwehr
- TTV Linse